# 四位知加子
四位 知加子（しい ちかこ、1987年6月7日 - ）は、テレビ西日本の社員。元アナウンサー。鹿児島県出身。

## 経歴
福岡県立筑紫丘高等学校、西南学院大学卒業後、同社入社。アナウンサーとしてのデビューは、2010年5月の『DO!すぽ』。プロフィールなどが正式にTNCの公式サイトに掲載されたのは7月末になってからのことである。
アナウンサーを目指したきっかけは、高校生の頃に見ていたTNCの番組。親が転勤族であったため、幼い頃は宮崎・熊本両県などでも暮らしており、福岡には中学2年の時から住んでいる。TNCに入社したいと思うきっかけになった番組は、TNCスーパーニュースだった。
中学時代は陸上競技部に所属し短距離走が得意だったという。高校時代から長いストレートヘアを維持してきたが、出演していた『ももち浜ストア』である美容室を取材で訪れた際に紹介を兼ねてイメージチェンジを図る事となり、2011年11月以降、ニュース以外の番組では長髪を生かした新しいヘアスタイルにも挑戦している。
2018年3月30日放送のももち浜ストア／夕方版で生放送を卒業。結婚＆妊娠を報告し以後は定時ニュース等を担当、2018年7月27日のFNNプライムニュース デイズローカル枠をもって産休に入った。9月17日に第1子出産を発表。2019年4月に復帰。
2021年7月31日、自身のブログでアナウンス部を離れることを発表。

## 過去の出演番組
- TNCスーパーニュース
  - 平日版メインキャスター（2013年1月7日から2015年3月27日まで）
  - 土曜版ニュースリード（2012年12月まで）

2014年度はこの仕事がメインになっていた。
- DO!すぽ（2010年5月）
- ハチナビプラスギュギュっと!（金曜日気象情報コーナーほか）
- おっ!?テレ西（2010年8月から）
2011年度は牧尾とよく絡んだ。2012年度は原則として先輩新垣泉子の扮装企画（てれビーウーマン）がメインとなる。
- ニュースJAPAN
『ハチナビプラス』デビューを果たした後、2010年8・9月に時々ローカルパートを担当。従前は昼前後のニュースが新人枠となっていただけに珍しいケース。
- ももち浜ストア／夕方版
2010年度（2010年5月から2011年3月まで）は『ももち浜DXストア』を含めた各種インフォメーションコーナー、リポートの担当。2011年度はえもとりえと「火曜女子会」担当（コーナー自体は出演者を変え継続）。2012年度は12月まで金曜中継を担当した。
2014年4月から2015年3月までは「赤ちゃんこんにちは」ナレーションを担当[10]。
2015年度は夕方版の「TNC 5時のニュース／6時のニュース」メインキャスター（2015年3月30日 - 2016年4月1日）、2016年と17年度は「みんなのニュース 福岡」メインキャスター（2016年4月4日 - 2018年3月30日）を夕方版最終回まで担当。
- FNNスピーク ローカル枠（ローテーション制、2010年10月から）
  - 2015年9月7日 - 11日は、斉藤舞子（フジテレビアナウンサー）の代役でメインキャスターを担当した。[11]
- タマリバ
2012年の番組開始当初はLIVE-U中継を行っていた。LIVE-U中継終了後も中継を行っていたが（離れた後はコンバット満が担当していた。）、2013年1月からTNCスーパーニュースメインキャスター就任のため、4月まで当番組を離れた。
2013年度はタマリバニュースを山口喜久一郎と共に9月27日の番組終了まで担当。
- 第1回福岡県高校OB・OGチーム対抗ゴルフ大会（2011年8月21日放送）
ニアピンコンテストコーナー担当
- ハングリー!
第3回にエキストラとして出演。
- 魔法少女を忘れない（映画）
- GeeBee ナレーション（2012年2月から12月まで）
職制変更とこれに絡む人事異動で牧尾結衣がアナウンスを離れたことで引き継いだが、2013年1月からは出口麻綾に引き継いだ。
- 土曜NEWSファイル CUBE（2011年度から継続、2013年3月25日まで。1月からはスーパーニュース出演の為毎週ではなくなっていた。主に「社食拝見」コーナー担当。）
- 月刊TNC批評（2014年1月から2015年8月まで）
- TNCニュース（平日14:50 - 14:53）
- シャボン玉石けんPresents はぐはぐ（ナレーション、2014年4月から2018年7月まで）
- 定時ニュース（主に平日昼担当）
- FNN Live News days（主に平日担当）
- ももち浜S特報ライブ（ナレーション）
- ロックに。自由に。TNC（広報番組） MC